# Ленгмюровская волна
Ленгмю́ровские во́лны — продольные колебания плазмы с плазменной частотой {\displaystyle \omega _{p}={\sqrt {\frac {4\pi n_{e}e^{2}}{m}}}}
({\displaystyle e} — заряд электрона, {\displaystyle m} — масса электрона, {\displaystyle n_{e}} — концентрация электронов). Впервые изучены И. Ленгмюром и Л. Тонксом (L. Tonks) в 1929.
Предположим, что дебаевская длина достаточно велика и для плазмы характерно дальнодействие кулоновских сил, благодаря чему она может рассматриваться как упругая среда. Если группу электронов в плазме сдвинуть из их равновесного положения (тяжёлые ионы считаем неподвижными), то на них будет действовать электростатическая возвращающая сила, что и приводит к колебаниям.
В покоящейся холодной плазме (температура электронов Тe→0) могут существовать нераспространяющиеся колебания (стоячие волны) с плазменной частотой ωp; в тёплой плазме эти колебания распространяются с малой групповой скоростью.